# Tösse landskommun
Tösse landskommun var en tidigare kommun i Älvsborgs län.

## Administrativ historik
Kommunen inrättades i Tösse socken i Tössbo härad i Dalsland när 1862 års kommunalförordningar trädde i kraft den 1 januari 1863.
Vid kommunreformen 1952 uppgick den i Tössbo landskommun som 1971 uppgick i Åmåls kommun.

## Politik

### Mandatfördelning i Tösse landskommun 1938-1946
| 7 | 5 | 1 | 2 |

| 15 |

| 6 | 5 | 2 | 2 |

| 15 |

| 6 | 5 | 2 | 2 |

| 14 |